# يورجين شيلر
يورجين شيلر (مواليد 18 أغسطس 1946) هو سبّاح ألماني غربي، مثّل بلاده في الألعاب الأولمبية الصيفية 1968.

## روابط خارجية
يورجين شيلر على موقع الاتحاد الدولي للسباحة (الإنجليزية)
- يورجين شيلر على موقع أوليمبيديا (الإنجليزية)